# Modis (Unternehmen)
Die Modis GmbH ist ein Entwicklungsdienstleister mit Sitz in Düsseldorf. Das Unternehmen entstand 2018 durch die Zusammenführung von Personality IT People Power GmbH, Euro engineering AG sowie den Geschäftsbereichen IT und Life Sciences der DIS AG und gehört zur Adecco-Gruppe.

## Unternehmen
Die Modis GmbH ist die deutsche Instanz der internationalen Marke Modis, die in 20 Ländern weltweit vertreten ist. Sie ist außerdem ein Unternehmen der Adecco Group.
Aufgegliedert in drei Unternehmensbereiche – IT (Informationstechnik), Engineering (Ingenieurwesen) und Life Sciences (Biowissenschaften) – bietet das Unternehmen Dienstleistungen im Rahmen der Projektentwicklung, des Projektmanagements sowie der Personalbeschaffung an 55 Standorten in Deutschland an.
Als Adecco im Juli 2021 den Kauf des Entwicklungsdienstleisters Akka Technologies ankündigte, wurde bekannt gegeben, Akka und Modis zu vereinen. Das neue Unternehmen wird künftig den Namen Akkodis haben.